# Perquín
Perquín, es un distrito perteneciente al municipio de Morazán Norte del departamento de Morazán en la zona oriental de El Salvador. Cuenta con una población de 2.564 habitantes. Limita al norte, al oeste y al este internacionalmente con Honduras, al sur con Arambala, al suroeste con Torola, San Fernando y Jocoaitique, y al sudeste con Joateca.
Se encuentra a una distancia de 44 km al norte de la cabecera departamental San Francisco Gotera, a una altitud de 1230 m s. n. m.

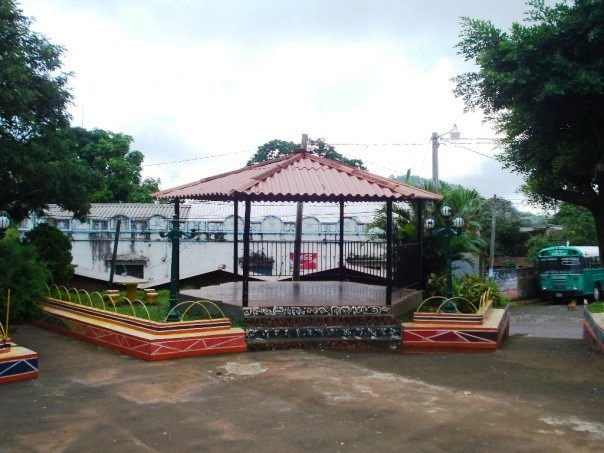
Parque central en casco urbano de Perquín.

## Toponimia
Es pueblo de origen lenca y nahua, en el idioma Lenca salvadoreño su nombre significa “Camino de Brasas” (Per= perder, brasas, carbón. Quín=camino) y en el idioma náhuatl su nombre significa “Lugar de Perros”.

## Factores históricos
El pueblo de Perquín, fue fundado por tribus lencas, con mucha anterioridad a la instauración de la civilización europea en 1770. En 1870 Perquín era un pueblo de solo indios. Por ley del 17 de marzo de 1836 el pueblo de Perquín entró a formar parte del distrito de Osicala.
Este pueblo es de origen lenca, en donde se asegura que el cacique del pueblo gobernaba con el título de Masule. Durante la colonia Perquín fue conocido como “Nuestra Señora de la Asunción de Perquín”. 

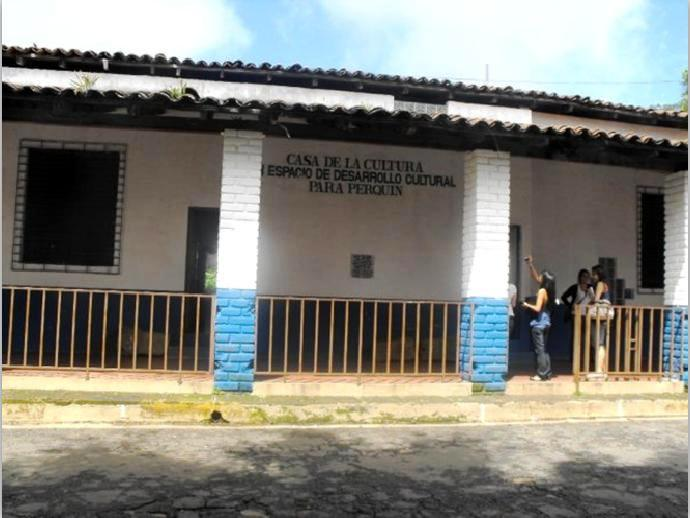
Casa de la Cultura.

En el informe hecho en el 16 de mayo de 1878 de la visita oficial del gobernador departamental de Morazán, Jacinto Aguirre, se describió Perquín como una población pequeña compuesta por ladinos, cuyos habitantes vivían en la montaña, siendo tan reducido el  número de los que lo habitaban que apenas llegaban a cincuenta. pues no pasa de unas diez o doce familias.  "Tenían una iglesia" no muy bien construida para el año 1878.
La mayor parte de las consecuencias de la guerra civil que sufrió el país aún son palpables en las zonas conflictivas. Perquín no es la excepción. Como consecuencia del golpe de Estado del 15 de noviembre de 1979 muchos salvadoreños creyeron que era el inicio de reivindicaciones de los derechos humanos de todos los compatriotas, los acontecimientos posteriores demostraron todo lo contrario. El 1 de julio de 1980 recibían con mucha tristeza a casi todos los pobladores de Torola que en forma masiva habían sido obligados a retirarse de su municipio. 
Unos días después la mayoría de los emigrantes regresaron a Torola, mientras que el resto se dirigía hacia San Francisco Gotera, San Miguel, San Salvador y otros lugares del país. Empezaron los operativos militares de la fuerza armada y los enfrentamientos constantes con la guerrilla que iniciaban la toma de poblaciones. El 5 de agosto de 1982, Perquín que se encontraba custodiado por agentes de la Guardia Nacional y elementos de la Guardia Civil, fue objeto de la primera toma de aislamiento de todos los municipios situados al norte del río Torola.

## Factores culturales

### Tradiciones

#### Fiestas patronales
Las fiestas patronales se celebran el 14 y 15 de agosto en honor a San Sebastián. En la actualidad se celebran desde el 14 al 15 de agosto. Dentro de la programación de las fiestas se incluyen: corrida de toros, jaripeo, quiebra de piñatas, juegos recreativos y tradicionales, fiestas bailables, quema de pólvora, torneos de fútbol y elección de la reina de las fiestas patronales.

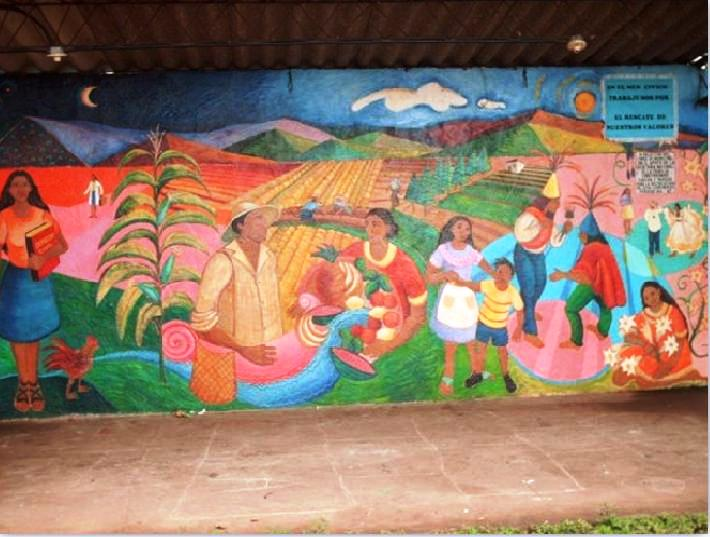
Mural en parque central de Perquín.

#### Festival de invierno
El festival nace en 1992, cuando surge la idea de celebrar la primera semana del mes de agosto ya que durante ese tiempo el invierno es copioso en la zona. Es poco inusual ligar el invierno con una fiesta, pero se trata de celebrar la gran bendición que tiene la región de contar con hermosos y abundantes inviernos que convierten la zona norte de Morazán en una auténtica y preciosa joya verde de El Salvador.
Otra de las razones por la cual se celebra este festival es porque cuando terminó la guerra, los guerrilleros que estaban ahí cumpliendo el cese de fuego y la población civil que se mantuvo viviendo en la zona durante los años del conflicto acordaron celebrar el primer festival con el objetivo de transmitir a los salvadoreños que en Morazán la guerra había terminado y que eran sus deseos reunificarse con el resto de la población. 
El festival de invierno incluye en su programación actividades variadas que buscan promover la historia, cultura y naturaleza del municipio. Es por eso que las actividades artísticas que se desarrollan, crean el espacio para que los grupos locales de danza de proyección folclórica y la música campesina estén presenten. Además dan proyección a la producción artesanal, a los juegos creativos, tradiciones y a las actividades deportivas. 
Uno de los eventos favoritos de la población es la elección y coronación de la princesa lenca. Como el tema de la naturaleza y el medio ambiente ocupan también un lugar muy especial, se programan varias actividades ecoturísticas como: ciclismo de montaña, caminatas, campamentos, manifestaciones artísticas de contenido ecológico y un desfile de niños por la protección de los recursos naturales.

### Gastronomía
Las comidas típicas más conocidas del municipio son:
Arroz negrito, enchiladas con queso rallado y frijoles molidos, plátano con crema, chilate con miel y café con pan.
Para las vísperas de las ferias se acostumbra dar de refrigerio atol chuco y dulce, y café con pan.

### Leyenda
Cuenta la leyenda que su nombre nace porque en épocas pasadas sus habitantes hacían el recorrido al pueblo por la noche iluminándose con antorchas de ocote, y los restos de estas al quemarse iban quedando en la calle, formando un camino de tizones ardientes o brazas.

## Factores zoológicos

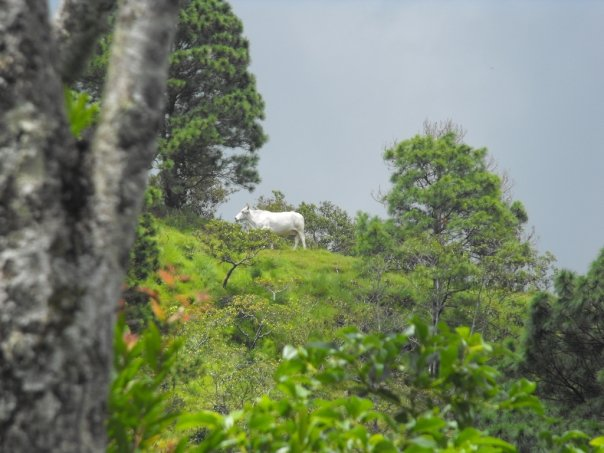
Cerro de Perquín.

Los animales que predominan en el municipio son: 
Osos hormigueros, Coyotes, tigrillos, mapaches, armadillos guatusas, conejos, zorros espinos, zorros, tacuacines, tepezcuintles, ardillas, lobos mexicanos, pumas, venados, hullosos, zorrillos, comadrejas, roedores, murciélagos e insectívoros]].

### Reptiles
Mazacuates, corales, coralillos, zumbadoras, falsos corales, guarda caminos, tepelcuvas, cascabeles, tamagas, micas, garrobos, etc.

### Aves
Guas, halcones, gavilanes, gavilancilos, lisliques, tucanes, pájaros carpinteros, urracas, guacal chías, azulonas, alas blancas, tortolitas, nixtamales, choyonas, cenzontles, singos, colibrís, calandrias, guacos, chiltotas, pericos, pájaros bobos, tijules, gorriones, martín pescadores, búhos, lechuzas, pájaros leones y zopilotes.

## Turismo

### Museo de la Revolución

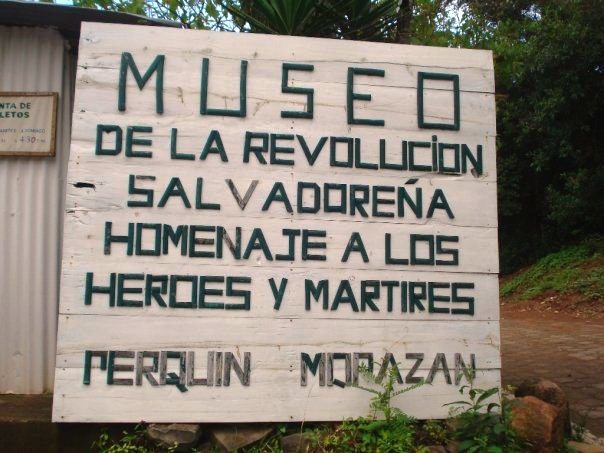
Museo de la Revolución Salvadoreña, Homenaje a los Héroes y Mártires.

El Museo de la Revolución Salvadoreña fue fundado en diciembre de 1992 en el municipio de Perquin, Morazán, por un grupo de guerrilleros. Este lugar cuenta una auténtica historia de los 12 años de conflicto armado en El Salvador a través de la recopilación de objetos, documentos, imágenes, información y testimonios de momentos históricos relacionados con la guerra civil que vivió El Salvador durante la década de los ochenta.
El museo está dividido en cinco salas diferentes, destinadas a recrear las causas que originaron la guerra: la vida en los campamentos, la solidaridad internacional, armas convencionales y acuerdos de paz y la radio Venceremos.

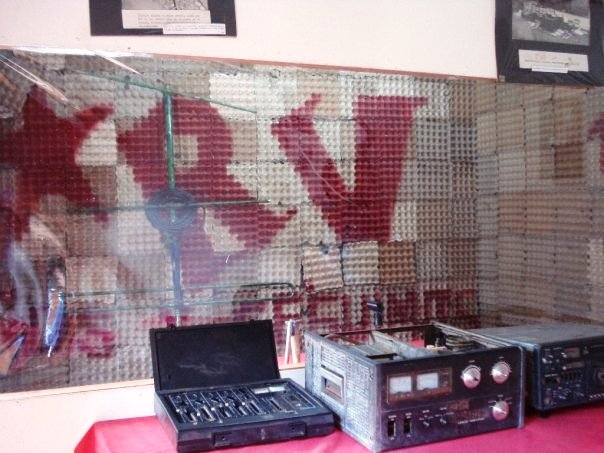
Interior de la Radio Venceremos.

Esta última se encuentra en el lugar desde donde se transmitía la señal de radio guerrillera durante gran parte del conflicto. El museo también muestra los restos de bombas, proyectiles, helicópteros en los cuales se murieron el Coronel Domingo Monterrosa, comandante del Batallón Atlácatl durante la masacre de El Mozote, y otros del estado mayor de Oriente.

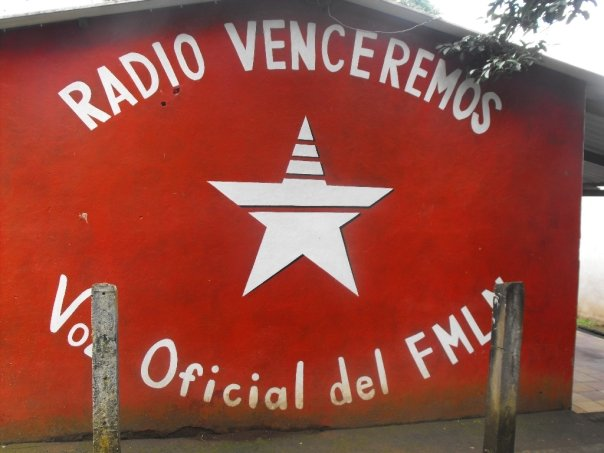
Radio Venceremos.

El museo ofrece un tour guiado por excombatientes que narran su experiencia personal del conflicto.

### Cerro Perquín
El cerro de Perquín se encuentra a 1321 m s. n. m. a cuya cúspide se puede llegar aproximadamente en 10 minutos a través de senderos, apreciar la belleza natural de esta zona montañosa y tener una vista panorámica de la Ciudad de Perquín y montanas aledañas. En este cerro se puede acampar con toda seguridad ya que los administradores del área prestan vigilancia.

### Quebrada de Perquín
La quebrada de Perquín se encuentra a 25 minutos del casco Urbano de Perquín hasta llegar a la Poza del Indio, la Poza del Finado Adán y de otras pozas aledañas. Durante el recorrido, se podrá apreciar una preciosa senda bordada de pinos y observar las diversas especies de flora y fauna que habitan en la zona.

## Aporte al Turismo
Perquín, es conocido como la capital de la Ruta de Paz, por el periodo de tranquilidad que gozan actualmente sus habitantes luego de 12 años de encuentros armados que tuvieron lugar en esas montañas. La guerrilla dominó esta región en los años de la guerra. Después de la firma de Los Acuerdos de Paz hasta la actualidad, esta zona y sus habitantes disfrutan de una atmósfera de tranquilidad y seguridad. Es muy común encontrar personas que dan testimonio sobre el período de la guerra y el cambio que han experimentado en el tiempo posterior a la época bélica. 

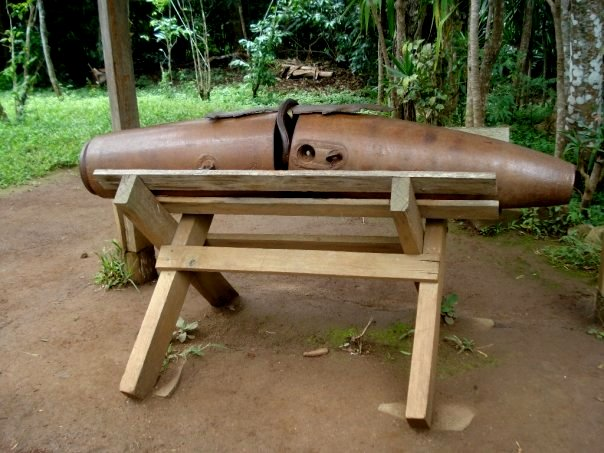
Bomba de 500 lbs.

En honor a ello y a la historia se ha abierto un museo en Perquín en el que excombatientes explican los sucesos ocurridos en el norte oriental. Es el museo de la Revolución, en donde se ha recopilado información y guardado reliquias de la guerra civil que vivió El Salvador, como armas, fotografías, uniformes, equipo de la radio Venceremos y hasta un helicóptero derribado perteneciente a las Fuerzas Armadas Salvadoreñas.
Como se observa, la importancia de la Ruta Paz es mayormente histórica, sin embargo los paisajes montañosos de Morazán son sumamente hermosos, y se caracterizan por su frescura y aire poco contaminado. Es uno de los refugios naturales mejor conservados, debido a la emigración de sus habitantes durante esos años. Estos parajes bordeados de pinos y demás flora de montaña son muy aptos para la observación de la fauna, vigorizantes caminatas, y la fotografía.